# Luciano Gavazzi
Iginio Luciano Gavazzi (Cortona, 21 febbraio 1898 – Uolchefit, 10 agosto 1941) è stato un militare italiano, insignito della medaglia d'oro al valor militare alla memoria nel corso della seconda guerra mondiale.

## Biografia
Nacque a Cortona, provincia di Arezzo, il 21 febbraio 1898, figlio di Giovanni e Rosina Odone.  Arruolato nella Regia Marina prese parte alla prima guerra mondiale congedandosi nel febbraio 1919 con il grado di sottocapo torpediniere. Stabilitosi in Val d’Ossola, si dedicò successivamente alla vita politica, dirigendo anche il giornale L'Ossola Fascista, e nel 1923 si iscrisse nella Milizia Volontaria Sicurezza Nazionale. Comandata prima una centuria della 29ª Legione CC.NN., passò a Cagliari come aiutante maggiore della 176ª Legione CC.NN. e nel 1935, rinunciando al grado di seniore, partì volontario per l'Africa Orientale con la 6ª Divisione CC.NN. "Tevere". Distintosi nel corso della guerra d'Etiopia, decorato con una medaglia di bronzo al valor militare durante gli scontri sull'Harrar, fu assegnato a domanda, nel settembre 1936 al comando di un gruppo bande nello Scioà (VI Brigata mista CC.NN.), partecipando alla grandi operazioni di polizia coloniale e distinguendosi sul Monte Zuqualla dove fu decorato con una medaglia d'argento al valor militare e promosso 1° seniore per meriti eccezionali, resse dall'agosto 1938 il commissariato dell'Alto Bascillò. Rientrato alle truppe operative assunse, nel 1939, il comando del CLXVI battaglione CC.NN. ed in seguito quello del CLXIV. Dopo essere stato anche comandante del sottosettore di Semien, dall'aprile 1941 venne destinato con il suo reparto a presidiare l'Uolchefit. Il comportamento del presidio di Uolchefit nell’agosto successivo venne citato due volte sui bollettini di guerra delle FF.AA. (Forze Armate). Affetto da malaria, che lo debilitò fortemente, partecipò all'attacco contro la città di Giramba, e cadde in combattimento il 10 agosto 1941. Fu decorato con la medaglia d'oro al valor militare alla memoria.
La tragedia di Luciano Gavazzi non finì in quell'agosto 1941, a Uolchefit, in quanto durante la guerra civile, tra il febbraio e l’aprile 1945 (le fonti, riguardo a questo, sono discordanti) furono uccise da una banda partigiana sua moglie Rosina, unitamente alla figlia Luciana appena ventenne.

### Fonti
1. 1 2 3 4 5 6  Combattenti Liberazione.
2. 1 2 3  Gruppo Medaglie d'Oro al Valor Militare 1965, p. 714.
3. 1 2  Lucani 1993, p. 13.
4. ↑  Allegra, Sardone 2010, p. 187.
5. ↑  Segreti della Storia.
6. ↑   Medaglia d'oro al valor militare Gavazzi, Luciano, su quirinale.it, Quirinale. URL consultato l'11 luglio 2021.